# Pauroeurymela
Pauroeurymela är ett släkte av insekter. Pauroeurymela ingår i familjen dvärgstritar.
Kladogram enligt Catalogue of Life:
| Pauroeurymela | \| \| Pauroeurymela amplicincta \| \| \| \| \| \| Pauroeurymela parva \| \| \| \| |
|               | \| \| Pauroeurymela amplicincta \| \| \| \| \| \| Pauroeurymela parva \| \| \| \| |
|               | Pauroeurymela amplicincta                                                         |
|               |                                                                                   |
|               | Pauroeurymela parva                                                               |
|               |                                                                                   |